# Rejon Zaqatala
Rejon Zaqatala (azer. Zaqatala rayonu) – rejon w północnym Azerbejdżanie. 
Okręg zakatalski funkcjonował w latach 1859-1918 jako jednostka administracyjna Imperium Rosyjskiego. Następnie wszedł w skład Demokratycznej Republiki Gruzji i - potem - Gruzińskiej Socjalistycznej Republiki Radzieckiej.  
W 1922 roku decyzją Komunistycznej Partii Związku Radzieckiego wyłączono ten obszar z Gruzińskiej SRR i włączono do Azerbejdżańskiej Socjalistycznej Republiki Radzieckiej. 